# 周娥皇
周 娥皇（しゅう がこう、936年 - 964年）は、南唐の李煜の最初の后。司徒周宗の長女。妹の小周后と区別するため大周后と呼んでいる。

## 生涯
妹とともに国中で一番の美人姉妹として有名だった。聡明で才知があり、史書を通じた、また鳳蕭と琵琶を初めとした音楽の才能にも優れていた。
建隆2年（961年）に皇后に立てられた。李煜は娥皇を非常に寵愛し、彼女の美貌を「煙軽麗服，雪瑩修容。繊眉范月，高髻凌風」と記したという。李煜との間に李仲寓・李仲宣・高陽公主を出産した。
しかし、次男の李仲宣は早世した。娥皇は悲しみ、自身も病気になった。重態に陥った時、宮中で妹の姿を見つけ「いつ来ましたか？」と問われたため、それに対し妹は「数日前に来たのです」と答えた。そのことから夫と妹の密通を悟り、怨恨を抱くようになり、体調を崩して死去となっている。昭恵と諡し、懿陵に葬られた。
李煜は娥皇の死を深く悲しみ、「鰥夫煜」と自称して『衣昭恵周后誄』など詩数首を作り、哀悼の意を表した。